# Pierre Rouillé de Marbeuf
Pour les autres membres de la famille, voir Famille Rouillé du Coudray.
Pierre Rouillé, Sgr de Marbeuf, souvent appelé « le président Rouillé », est un diplomate français, né et mort à Paris (1657-1712).

## Biographie
Il fut successivement conseiller au Châtelet (1680), lieutenant général des Eaux et Forêts à la Table de marbre de Paris (1683), président au grand conseil (1690).
Nommé ambassadeur extraordinaire au Portugal (1697), il réussit au début de la guerre de Succession d'Espagne à faire signer à ce pays un traité d'alliance offensive et défensive avec la France. N'ayant pu empêcher la signature du traité Methuen, il demanda son rappel (1703).
Louis XIV l'envoya à Bruxelles auprès de Maximilien-Emmanuel, électeur de Bavière et gouverneur des Pays-Bas espagnols. Sa connaissance des affaires d'Espagne le fit désigner pour négocier avec le grand-pensionnaire Anthonie Heinsius (1705). Il participa aux pourpalers lors des conférences de La Haye (1709).
Il mourut président de la Chambre des comptes en 1712.
Il est le frère cadet de Hilaire Rouillé du Coudray (1651-1729), directeur des finances et membre du Conseil de finances pendant la polysynodie.